# Pięćdziesiąt twarzy Greya
Pięćdziesiąt twarzy Greya (ang. Fifty Shades of Grey) – angielska powieść erotyczna autorki E.L. James (prawdziwe nazwisko Erika Mitchell).

## Treść
Akcja powieści rozgrywa się w 2011 roku w Seattle. Narratorem całej powieści jest dwudziestosześcioletni milioner Christian Grey, prowadzący dobrze prosperującą sieć firm budowlanych. Opowiada on o swoim życiu, błyskawicznej karierze, licznych podbojach seksualnych oraz skłonnościach sadomasochistycznych. Grey jest nieślubnym synem prostytutki z Toronto, który wychował się w sierocińcu, gdzie był przez rówieśników bity, poniżany i wykorzystywany seksualnie. Mając osiemnaście lat przyjechał do Stanów Zjednoczonych i zaczął budować swoje imperium finansowe (w książce nie jest sprecyzowane jak właściwie Grey doszedł do swojego wielkiego majątku, pojawiają się tylko drobne sugestie). Dalej Christian opowiada o swoich preferencjach erotycznych i zboczeniach. Uważa się za „biseksualnego ekshibicjonistę”.
Pewnego dnia Christian ma udzielić wywiadu jednej z lokalnych gazet. Przeprowadza go dwudziestojednoletnia studentka literatury francuskiej Anastasia Steele. Kobieta jest zafascynowana młodym milionerem, opowiada mu o swoim życiu i zainteresowaniach. Grey ofiarowuje Anastasii swoją wizytówkę i prosi, aby do niego zadzwoniła. Steele zaczyna przeżywać coraz większą fascynację poznanym mężczyzną, spotkanie rozbudza również jej fantazje erotyczne. Anastasia zrywa ze swoim chłopakiem i postanawia po raz kolejny spotkać się z Christianem Greyem. Umawiają się na kolację w jednej z luksusowych restauracji, po czym mężczyzna zabiera kobietę do swojego luksusowego apartamentu. Na miejscu uprawiają namiętny seks, połączony z praktykami sadomasochistycznymi. Anastasia wyznaje Christianowi swoją miłość, na co ten odpowiada, że będzie mogła z nim być tylko wtedy, jeśli zgodzi się zostać jego seksualną niewolnicą i zrobi wszystko, czego tylko on zapragnie.

## Odbiór
Powieść odniosła ogromny sukces: 1 sierpnia 2012 księgarnia internetowa Amazon.com ogłosiła, że w Wielkiej Brytanii Pięćdziesiąt twarzy Greya sprzedało się w większej liczbie egzemplarzy niż ostatnia książka z serii Harry Potter.
Książka doczekała się kontynuacji, dotychczas w serii wydano trzy książki:
- Pięćdziesiąt twarzy Greya (Fifty Shades of Grey) – polska premiera 5 września 2012
- Ciemniejsza strona Greya (Fifty Shades Darker) – polska premiera 7 listopada 2012
- Nowe oblicze Greya (Fifty Shades Freed) – polska premiera 9 stycznia 2013

Seria została przetłumaczona na 52 języki, w Polsce wydana została przez Wydawnictwo Sonia Draga.
W lutym 2015 odbyła się premiera wyreżyserowanej przez Sam Taylor-Johnson ekranizacji powieści o tym samym tytule. Do stylu powieści nawiązuje także książka Diamond Club.